# Una storia semplice (film)
Una storia semplice è un film del 1991 diretto da Emidio Greco.
Il soggetto è tratto dall'omonimo romanzo di Leonardo Sciascia.
Il film è l'ultimo interpretato in Italia da Gian Maria Volonté ed è dedicato a Gianluca Favilla, morto poco dopo il termine delle riprese.

## Trama
Sul traghetto per la Sicilia si incontrano due uomini, l'anziano professore Carmelo Franzò e un signore veronese, rappresentante di case farmaceutiche; quest'ultimo, una volta sbarcato con la sua Volvo, raggiunge un piccolo paese alla vigilia della festa di San Giuseppe dove si consuma la tradizione del falò. Quella stessa sera il commissariato del paese riceve una telefonata da Luca Roccella di Monterosso, un diplomatico in pensione, per anni vissuto lontano dall'Italia, che invita la Polizia a far visita alla propria villa e masseria poco distante dal centro abitato, per mostrare loro una cosa. Il brigadiere Lepri vorrebbe andare subito, ma il commissario gli dice di aspettare il mattino dopo, ritenendo si tratti solo di uno scherzo. L'indomani il brigadiere si reca alla villa, e trova il cadavere del diplomatico riverso sulla scrivania con accanto un'arma e un foglio con su scritto: "Ho trovato.". Giungono per il sopralluogo il questore e il colonnello dei carabinieri, e si ipotizza subito un suicidio, "questo è un caso semplice", sottolinea sbrigativamente il questore. Tuttavia Lepri non è convinto di questa tesi, sia per via dello strano messaggio lasciato dalla vittima, ma anche per alcuni indizi da cui si evince che la tenuta non fosse affatto abbandonata, come i lucchetti nuovi di zecca alle porte dei vecchi magazzini e numerose impronte di veicoli. Le indagini proseguono con gli interrogatori di rito ad un ragazzo che aveva accompagnato Roccella alla villa la sera del delitto, e al professor Franzò, il quale riferisce di una telefonata ricevuta dal vecchio amico diplomatico la sera precedente, quando gli aveva confidato alcune stranezze avvenute nella villa durante la sua assenza: Roccella infatti aveva scoperto che all'interno era stato installato un telefono, con cui lo stava chiamando, a sua insaputa ma soprattutto aveva rinvenuto in solaio un famoso quadro scomparso anni prima.
Nel mentre, il rappresentante si imbatte in un gruppo di viaggiatori di un treno bloccato in campagna da un semaforo rosso che impedisce loro il raggiungimento della successiva stazione di Monterosso. Viene pregato dal capotreno di avvertire del fatto i colleghi della stazione stessa. Passano le ore e il capotreno, spazientito, si decide a raggiungere a piedi la stazione, dove trova il capostazione e il manovale assassinati. Dopo l'accaduto, la polizia dirama la descrizione del rappresentante alla guida della Volvo come possibile implicato nei fatti, e questi, sentendo l'avviso per radio, decide di recarsi in commissariato e dare la propria versione, raccontando di aver avvertito il capostazione, che si stava adoperando per il guasto. Ma non riconoscendolo tra le foto sottoposte dal questore, viene fermato in via cautelativa, sebbene fosse all'oscuro del duplice delitto. Tuttavia il rappresentante racconta anche che alla stazione aveva visto altri due uomini che arrotolavano un oggetto simile a un tappeto, e Lepri ipotizza che si trattasse del misterioso quadro.
La Polizia interroga poi il figlio di Roccella, tornato anch'egli in Italia, che in seguito li accompagna in una nuova ispezione alla masseria, assieme al professore. Qui Lepri nota che sono stati rimossi i lucchetti dalle porte dei magazzini, e al loro interno avverte un odore dolciastro da cui deduce che lì vi si producesse droga. Il brigadiere viene poi insospettito da una mossa sbagliata del commissario: lui trova con facilità un interruttore nascosto da una statua nel solaio, luogo dove tecnicamente non dovrebbe aver mai messo piede prima. Dopo essersi confidato con Franzò sulla sua ipotesi, il giorno successivo riesce a scampare a un tentativo del commissario di metterlo a tacere, simulando un incidente. Per difendersi si ritrova costretto ad ucciderlo.
Polizia e Carabinieri giungono dunque alla completa ricostruzione dei fatti: il commissario era membro di una banda criminale che usava la masseria disabitata per la produzione di droga e traffico di opere d'arte; Roccella, tornando alla villa dopo tanto tempo, aveva trovato e riconosciuto il quadro e aveva chiamato la Polizia, iniziando poi a scrivere della sua scoperta su un foglio, ma proprio in quel momento era arrivato il commissario che, dopo avergli sparato, aveva aggiunto lui il punto sulla frase "Ho trovato" per sviare le indagini. In seguito la banda aveva portato via tutto il materiale dalla masseria, trasferendolo alla stazione, con l'intento di affidarlo al capostazione e al manovale, loro complici, ma poi li avevano ammazzati, sicuramente perché rifiutatisi di accogliere un carico così compromettente. Ciò spiega anche perché il rappresentante non aveva riconosciuto i ferrovieri nelle foto, in quanto alla stazione aveva incontrato in realtà i loro assassini.
Tuttavia il questore, non volendo coinvolgere in questi atti deplorevoli il nome di un così alto esponente di polizia, infangando di conseguenza anche quello di tutti loro, decide di insabbiare il caso facendo passare la morte del commissario come incidente.
Il rappresentante viene così rilasciato dalla Polizia, ma all'uscita della questura incrocia Padre Cricco, il parroco del paese che, osservandolo, gli chiede se si conoscono. Lui nega ma in seguito, sulla strada del ritorno, ricorda a sua volta dove aveva già visto il volto del prete: questi altri non era che la persona vista alla stazione e dunque anche lui complice del commissario. L'uomo prima fa marcia indietro per denunciarlo, ma poco dopo, temendo guai peggiori di quello che ha già vissuto, cambia idea e riprende la strada verso il continente.

## Riconoscimenti
- 1992 - David di Donatello
  - Candidatura Miglior attore protagonista a Gian Maria Volonté
  - Candidatura Migliore sonoro a Gianni Zampagni
- 1992 - Nastro d'argento
  - Miglior sceneggiatura a Andrea Barbato e Emidio Greco
  - Candidatura Miglior attore non protagonista a Ennio Fantastichini
- 1992 - Globo d'oro
  - Miglior film a Emidio Greco
  - Miglior sceneggiatura a Andrea Barbato e Emidio Greco
  - Candidatura Miglior musica a Luis Bacalov
- 1992 - Grolla d'oro
  - Miglior attore a Gian Maria Volonté, Massimo Dapporto, Ennio Fantastichini, Ricky Tognazzi e Massimo Ghini
- 1991 - Mostra del cinema di Venezia
  - Candidatura Leone d'oro a Emidio Greco